# Postia brunnea
Postia brunnea är en svampart som beskrevs av Rajchenb. & P.K. Buchanan 1996. Postia brunnea ingår i släktet Postia och familjen Fomitopsidaceae.   Inga underarter finns listade i Catalogue of Life.